# 小池重明
小池 重明（こいけ じゅうめい、本名・こいけ しげあき、1947年12月24日 - 1992年5月1日）は、愛知県名古屋市出身の将棋アマチュア選手。アマ最強と呼ばれ、その強さは花村元司も評価。賭け将棋で生計を立てる真剣師としても伝説的な強さだったとされる。「新宿の殺し屋」「プロ殺し」など数多くの異名と独特の棋風で知られる。

## 生涯

### 出生
1947年、愛知県名古屋市で生まれる。後年出版された書籍によれば、父親は健常者でありながら傷痍軍人を装い物乞いをしては博打に明け暮れる不定職者で、母親は自宅などで客の相手をする娼婦だったという。そして小池はある時、父親から「男なら博打の一つも憶えておけ」と言われ教わったことをきっかけに将棋に熱中する少年期を過ごした。やがて小池はめきめきと将棋の腕を上げ、その強さは10代半ばにして地元では敵なしという程であったと伝わる。

### 真剣師の道へ
間もなくして小池は「将棋で生計を立てたい」という一心から高校を中退し、東京・上野にある将棋センターの住み込み従業員として働きながら、プロ棋士になるために将棋の腕を磨く日々を送った。知人の奨めにより22歳の頃にプロを目指して松田茂役に弟子入りしている。その後、夜遊びを覚えキャバレーのホステスに入れ上げるなどしだいに素行が悪化。やがて勤務先の将棋道場の金を着服し、道場を解雇されると同時に松田にも破門され、プロ入りの話は消滅した。
プロ入りを断念した小池は名古屋に戻り、葬祭業を営む会社にアルバイトとして勤務した。この頃、小池は地元で知り合った女性と結婚している。これを機に再び生活の場を東京へと移した小池は、運送会社にトラック運転手として勤務し勤勉に働いた。だが数年後、子供が出産から数日で死去するという不幸に見舞われる。実子の死という精神的ショックから抜け出せなくなった小池は数年間勤務していた会社を辞め、賭け将棋が行われている将棋道場へ連日出入りするようになっていく。
東京・新宿の将棋道場に籍を置いた小池は賭け将棋で連戦連勝、間もなくして「新宿の殺し屋」の異名を持つ凄腕の真剣師として恐れられるようになる。そして同時期に日本最強の真剣師と評されていた大阪の加賀敬治と日本一の真剣師を決するべく、1979年に当時大阪・新世界にあった通天閣将棋道場で対局。ここでも小池は加賀に一歩も譲らぬ戦いを演じ、2日がかりの勝負で計7勝7敗と互角に渡り合い、加賀に「もう一度やったら勝てる自信がない」と言わしめた。
こうして強豪真剣師の座を不動のものとした小池であったが、妻とは別居の末に離婚。憂さ晴らしに連日泥酔するまで酒を飲み歩くなど次第に荒んだ生活を送るようになる。その有様を見かねた知人からある日「賭け将棋ではないが優勝すれば賞金が出る」と勧められた小池は、アマチュア将棋の大会に出場し優勝した。

### アマチュアの頂点と挫折
真剣師から一転、アマチュア将棋の世界に身を投じた小池は1980年から2年連続でアマ名人のタイトルを獲得し、名実ともにアマチュア将棋指しのトップに立つ。プロ棋士を相手にも次々と勝ち星を重ね、さらに雑誌の企画で角落ち戦のハンデ戦ながらも大山康晴名人との対局にも勝利した。この事がきっかけとなり、花村元司（1944年に編入）以来となるアマチュアからプロへの編入の話が持ち上がるなど将棋界に旋風を巻き起こした。
脚光を浴びたがために過去の寸借詐欺騒動や浪費癖、女性関係のトラブルなど素行の悪さが表面化してしまい、プロ編入の話は日本将棋連盟により却下されてしまった（この協議の直前にも飲酒によるトラブルでバーの従業員を殴りアマ名人戦直前に警察に連行される不祥事を起こしていた）。なお、のちの1991年に小池が執筆した自伝（『将棋ジャーナル』掲載。のちに『真剣師 小池重明の光と影』小学館文庫に収録）によると、この前後に、子供向けの将棋教室を作る夢があり、都議会議員の渋谷守生と相談をして、「東京将棋連盟」（仮称）という組織を作ろうとしていて、その資金集めのための借金でもあったようだ。
プロ入りを熱望していた小池は大きなショックを受け、およそ2年の間将棋界から身を退き、肉体労働などで生計を立てていたという。

### 将棋との決別
その後アマチュア将棋界においても10年近く小池の名が出ることはなかった。当時の青年向け雑誌が劇画的な「無頼派」棋士として小池を取り上げるなどしているが、一般的な知名度は低かったと言わざるを得ない。さらに凄腕の真剣師としてあまりに有名になりすぎたが故に、賭け将棋で小池の相手をする者がいなくなってしまったことが将棋との離別に拍車をかけた。また、小池が来るとヤクザや借金取りが押しかけてくるため、彼の出入りを禁止していた会場も少なからずあったという証言がある。

### 復活
1987年ごろ、作家であり将棋ファンとしても有名な団鬼六を頼り再びアマチュア将棋の世界に復帰。当時、団は官能小説作家を引退して将棋雑誌『将棋ジャーナル』を発行していた。団は小池の素行の悪さを充分知り及んでいたものの、彼の必死の懇願と天才的ともいえる将棋の腕を見込んで活動の後援を約束した。その後は団の企画でアマチュアのタイトルホルダーを相手に将棋を指しては、その都度勝利を収め「新宿の殺し屋、未だ健在」と再び話題を呼ぶ。この時小池の圧倒的な強さを団は「こと将棋に関しては小池は化け物だ」と評している。
この復帰劇には裏話があり、団は小池を目の前で惨敗させ、二度と将棋界に立ち入れないようにするつもりだったと著書の中で述懐している。小池は、その数年前にアマチュア名人のタイトルを獲得していた田尻隆司を相手に圧勝、それまで数年間（団の著書によれば約2年）将棋を指していなかったとは思えない強さに団は驚嘆したという。
その後しばらく小池は団の専属運転手として働いていたが、小池の知人で団とも面識のある将棋愛好家が、自分の経営する焼肉店の店長にならないかと小池に持ちかけた。小池は申し出を快諾、人当たりの良さと器用さから評判も上々であったが、わずか半年後に不倫相手の女性を連れ失踪（団の著作によればこの女性は子連れであったとされる）。またしても音信不通、行方不明となってしまう。この後小池は将棋をやめ、トラック運転手として運送会社に勤務するなどして生計を立てていたと伝えられている。

### 晩年
40代に入り、突然吐血するなど体調悪化を訴えるようになる。入院、検査の結果重度の肝硬変と診断された。この時期に団の元へ小池本人から連絡が入り、狼狽した様子で「先生、医者が僕はもうすぐ死ぬって言うんです。死にたくないんです。怖いんです。助けてください」と嗚咽しながら助けを求めたという。それを聞いた団が入院先の病院に駆けつけた時、小池は80kg以上あった体重は半分まで落ちる程に痩せ衰え、「殺し屋」と呼ばれ恐れられた勝負師の面影は消え失せていた。それでもなお将棋への想いを口にする小池に団は「相手は用意する。やってみるか」と尋ねると、小池は「是非お願いします」と答えた。小池は病院を抜け出し、団の自宅で当時アマチュア将棋界のホープと評された天野高志との対局に臨む。天野は当時、竜王戦6組にアマチュア枠で出場し、プロに対して3連勝中であった。そして団の立会いの元、小池は二連勝を収め完勝。この時小池は団にか細い声で礼を言い、病からくる苦痛に耐えながらも笑顔を見せたという。この様子を団は「小池はこれが自らの最後の対局になる事を悟っていたようだった。死して悔い無し、というかのような笑顔だった」と著作の中で語っている。
そして天野高志との対局の数日後、病院に戻った小池は再び吐血し容態が急変。最期は病室のベッドで体に繋がれたチューブを自ら引きちぎって死亡したと言われているので、自殺と言えるのかもしれない。

## 死後
小池の墓は、東京・清澄白河の共同墓地に作られた。戒名は、棋勝院法重信士。なお、卒塔婆は埋葬後に何者かが持ち去ってしまったため現存しない。湯川恵子（将棋ライター湯川博士の妻、元女流アマ名人）によれば、本人も死期を悟っていたのか、亡くなる数カ月前に自ら寺を訪れ住職に挨拶に来ていたという。
晩年の小池の生活の面倒を看ていた団鬼六は、小池の破滅的な生涯を『真剣師小池重明』としてまとめて1995年に発刊。団の6年ぶりの小説家復帰作品となった。テレビ番組では、1997年2月6日に朝日放送『驚きももの木20世紀』で「ろくでなし・真剣師小池重明」として、1998年3月26日には日本テレビ『たけし・さんま世紀末特別番組!!世界超偉人111人伝説』で「殺し屋と呼ばれた将棋指し伝説」として取り上げられて、小池の名が広く一般に知られるようになった。その後、団や宮崎国夫（将棋道場オーナーで、小池の盟友）が小池を題材にした書籍、棋譜集、マンガ（ビジネスジャンプ）を次々出版し、小池重明ブームとも言える活況を呈した。

## スタイル
小池は強豪としては極めて特異な盤術で知られ、巧妙な防御策と速攻を駆使する戦法で相手を翻弄した。将棋の対局には持ち時間が定められており、互いの持ち時間が無くなった後の秒読みに持ち込むことで小池の体勢は完了する。早指し戦における小池は並外れた集中力を発揮し、相手に考える時間を与えない程に指し手のペースを上げた。その後、ルールで定められた時間というプレッシャーで相手のミスを誘い、それを見逃さず攻勢に転じ一気に勝負を決める。その指し手の鮮やかさが小池の「殺し屋」という異名の由来といわれている。この力勝負、終盤追い込み型のスタイルは過去に真剣師からプロ棋士になった花村元司と同じである。
小池の対局の棋譜は多数現存している。藤井聡太は幼い頃に通った将棋教室で、小池と大山との対局の棋譜を見て自分の読みと実際の指し手が合っていたか研究していたというエピソードがある。

## エピソード
- 普段の生活の中で将棋の研究などは一切行わず、そもそも自宅に将棋盤を置いていなかった。
- 事前に対戦相手の対策を練らないことでも知られた。ある大会に小池が出場した際、明らかに酒に酔った状態で会場入りして控え室で寝てしまい、対局直前になっても目覚めないため係員が揺り起こしたという逸話が残されている。なお、この対局は寝起きであるにも関わらず小池の圧勝に終わった。
- 加賀敬治と互角の勝負をしたことで小池の真剣師としての名声は高まったが、そのため彼に賭け将棋を挑む者が激減してしまった。後年、縁を深めることになる団鬼六も「借金は真剣（賭け将棋）で返します」と言う小池に「小池重明と真剣で指す相手なんて日本中何処を捜してもいない」と一喝したという。
- 大山康晴との対局の前夜、泥酔して暴行事件をおこし、留置所に監禁されてしまう。知り合いの都議に連絡をとって出所し、対局に間に合わせることができた。将棋自体は角落ちながら中盤から小池が圧倒し、短時間で勝利した。あまりの大差に周囲が顔色を失うほどであったという。

| 9  | 8  | 7  | 6  | 5  | 4  | 3  | 2  | 1  |    |
| 香 | 桂 |    |    |    |    |    | 桂 | 香 | 一 |
|    | 飛 |    |    |    |    |    |    |    | 二 |
|    | 王 | 歩 | 金 | 銀 |    | 歩 | 歩 | 歩 | 三 |
|    | 金 |    | 歩 | 銀 | 歩 |    |    |    | 四 |
| 歩 | 歩 | 歩 |    | 歩 |    |    |    |    | 五 |
|    | 歩 | 銀 | 歩 |    | 歩 | 歩 |    |    | 六 |
| 歩 |    |    |    |    | 金 |    | 歩 | 歩 | 七 |
|    |    | 飛 |    |    |    | 銀 | 玉 |    | 八 |
| 香 | 桂 |    |    | 角 | 金 |    | 桂 | 香 | 九 |

- 大山の終生のライバルであり既に引退していた升田幸三とも朝日新聞系の雑誌『リベルタン』の企画による角落ちで対戦している[5]。升田にとっては引退後初の対局であった。小池は対局前「年寄りをいじめるのも気の毒ですけどね」「ご高齢で引退後ですから弱くなっておられると思います。全盛期に指していただきたかった」などと発言したが[6]、この一番は図のように升田の玉が飛車先に躍り出る、棒銀ならぬ棒玉の妙戦型で対応。図の局面で小池が8筋の突き捨てから▲8五歩とした。小池の読み筋は▽9四金の一手に、▲8六角もしくは▲8八飛で抑え込もうというものであったが、升田は笑って▽8五同金と金歩交換を迫る指し手を披露[7]。金をとると▽8七歩成で飛車にあたってと金も残り、その上歩切れでもあり、対応が難しい[注 4]。以降小池が長考して▲7四歩とした疑問手を咎められ[7]、一方的に敗れた[8]。局後、升田は小池に「やはり素人やな。（中略）君は、私がプロだということを忘れとっただろう」[7]と声をかけた。局後には宴席が設けられており、小池は帰りたがったが引き止められてしぶしぶ付き合い、狸寝入りした[9]。
- 昭和56年当時、「元祖」居飛車穴熊の新戦法を使って最高勝率を挙げていた田中寅彦五段（当時）と対戦し、勝利している。田中は対小池戦でももちろん居飛車穴熊であった。
- 「無頼派」と呼ばれたことから豪放磊落な性格と思われがちだが、神経質な一面を持っていた。ある対局の際、将棋界の重鎮がすぐ横に座っていることに小池は萎縮してしまい、その様子に気がついた対戦相手が観戦者に席を外すよう頼んだという逸話がある。
- 羽生善治が小学生の頃、偶然に小池の対局を目撃している。羽生はアマ名人戦の都下予選で、小池の対局の記録係を担当した。羽生はプロ入り後、小池について「生き様のように将棋自体は型破りそのもの。しかし、とにかく強かったという事を鮮明に憶えている」と語っている。
- 1981年には花村元司との対局が実現した。現役の真剣師とプロになった元真剣師の対決は、プロの花村が勝利している。
- 1982年当時、棋聖のタイトルを獲得する直前の森雞二と角落ち、香落ち、平手と3連続で対局し3連勝した。この際、本来であれば対局の間に休憩時間を挟む予定であったが、意地になった森雞二が「小池くん、すぐ打とう！」と休憩無しで対局を続けたと、後日森雞二がインタビューで答えている。またその際に「あれは頭に血が昇っていた。また対局することがあれば絶対に負けることは無い」とも語っていた。
- 1982年、当時中学1年生の村山聖には平手で負けており、その際に「ぼく、強いなぁ」と称えた。当時村山は中学生名人戦に参加していたがベスト8で負けてしまい自信を失っていたが、この誉め言葉に自信を取り戻したという[10]。
- 読売新聞が主催する将棋大会において、優勝賞金100万円という話を聞きつけた借金取りが、「こんな大金が出る大会であれば優勝するのは小池以外にいない」と、会場の外に何人か待ち構えていた。予想通り優勝を収めて100万円を手にした小池であったが、借金取りに全額持っていかれてしまい、当人の手元には1円も残らなかったという。
- 団鬼六が「運転手として雇うからみんなから借りた金を返せ」と言ったところ、小池は「それは無理です」と答えた。実は借金取りから逃げ回るうちに、免許証の更新期限を過ぎてしまいとっくに失効していたのだという。その時小池は一文無しだったが、免許証は団が自腹を切る形で無事取得できたとのこと。
- 団と小池が一緒に旅行した際、地方の旅館に一泊した翌朝に小池が「これは先生の取り分です」と団に現金を差し出した。小池は団が眠っている間に同じ宿の博打好きの旅行者らに声をかけ、賭け将棋で片っ端から負かしたのだと言う。それを聞いた団が「まず手持ちの金があることを示さないと相手は博打を受けないだろう。お前、そんな金を持っていたのか」と言うと小池は「ありません」と答えた。小池は眠っている団の姿を対戦相手に見せ、「あの人が自分の雇い主で、自分が負けたらあの人が金を払う」と説明していたのである。事情を知った団は呆れて「負けたらどうするつもりだったんだ」と尋ねたが、小池は笑いながら「素人に僕が負けるわけがないじゃないですか」と答え、｢こんな田舎なら僕があの小池だとは誰も知らないし、県代表でも倍層（＝賭け率2:1）なら軽い｣と平然として語ったと言う。
- 団はアマチュア六段で文壇でも指折りの実力者であるが、飛車落ちの手合いで小池とおよそ五十局真剣で勝負し、全敗したという。将棋専門誌で団が語ったところによれば、対局中「よければ持ち駒を売りますよ」と小池に声を掛けられ、熱くなっていた団は言われるままに駒を買った。それでも小池の巧みな指し手に手も足も出なかったという。

## 対プロ棋士戦績
非公式戦は除く。段位・称号は対局当時のもの。数字が示す通り、小池はプロ棋士に対しても互角以上に渡り合っていた。
- 通算成績　15勝11敗 勝率0.577
- 平手成績　10勝8敗 勝率0.556
- 駒落ち成績 5勝3敗 勝率0.625

| 年月日           | 対戦棋士              | 手合 | 手数  | 手番 | 勝 敗 | 対局名                          | 場所              | 主催           |
| ---------------- | --------------------- | ---- | ----- | ---- | ----- | ------------------------------- | ----------------- | -------------- |
| 昭和53年11月8日  | 飯野健二四段          | 平手 | 159手 | 後手 | ○     | アマ・プロオープン平手戦        | 千駄ヶ谷 将棋会館 | 将棋世界       |
| 昭和54年10月20日 | 滝誠一郎四段          | 平手 | 130手 | 先手 | ●     | アマ・プロオープン平手戦        | 千駄ヶ谷 将棋会館 | 将棋世界       |
| 昭和55年5月24日  | 鈴木輝彦四段          | 平手 | 108手 | 後手 | ○     | アマ・プロ対抗リーグ戦第1局     | 四谷 主婦会館     | 将棋ジャーナル |
| 昭和55年5月24日  | 森信雄四段            | 平手 | 167手 | 先手 | ○     | アマ・プロ対抗リーグ戦第2局     | 四谷 主婦会館     | 将棋ジャーナル |
| 昭和55年5月24日  | 脇謙二四段            | 平手 | 181手 | 後手 | ●     | アマ・プロ対抗リーグ戦第3局     | 四谷 主婦会館     | 将棋ジャーナル |
| 昭和55年5月25日  | 滝誠一郎五段          | 平手 | 128手 | 後手 | ○     | アマ・プロ対抗リーグ戦第4局     | 四谷 主婦会館     | 将棋ジャーナル |
| 昭和55年5月25日  | 菊地常夫五段          | 平手 | 105手 | 先手 | ○     | アマ・プロ対抗リーグ戦第5局     | 四谷 主婦会館     | 将棋ジャーナル |
| 昭和55年9月29日  | 中原誠名人            | 角落 | 173手 | 下手 | ●     | プロ・アマ名人記念対局          | 千駄ヶ谷 将棋会館 |                |
| 昭和55年12月12日 | 鈴木英春奨励会三段    | 平手 | 173手 | 後手 | ○     | プロ・アマ対抗勝抜戦            | 千駄ヶ谷 将棋会館 |                |
| 昭和56年1月12日  | 高橋道雄四段          | 平手 | 131手 | 後手 | ●     | プロ・アマ対抗勝抜戦            | 千駄ヶ谷 将棋会館 |                |
| 昭和56年10月     | 花村元司九段          | 平手 | 132手 | 先手 | ●     | アマ・プロ平手戦                | 山梨県 いずみごう |                |
| 昭和56年5月31日  | 大山康晴十五世名人    | 角落 | 86手  | 下手 | ○     | プロ・アマ角落ち戦              | 千駄ヶ谷 将棋会館 | 朝日新聞社     |
| 昭和56年         | 田中寅彦五段          | 平手 | 141手 | 先手 | ○     |                                 | 秋葉原将棋会館    | 将棋ジャーナル |
| 昭和56年11月4日  | 中原誠名人            | 角落 | 158手 | 下手 | ○     | プロ・アマ名人記念対局          | 千駄ヶ谷 将棋会館 |                |
| 昭和56年11月15日 | 中村修四段            | 平手 | 129手 | 先手 | ○     | プロ・アマお好み対局            | 秦野市西公民館    |                |
| 昭和57年2月27日  | 升田幸三九段          | 角落 | 101手 | 下手 | ●     | プロ・アマお好み対局            | 広尾 羽沢ガーデン |                |
| 昭和57年3月3日   | 加藤一二三十段        | 角落 | 171手 | 下手 | ●     | 加藤一二三十段の駒落道場        | 千駄ヶ谷 将棋会館 | 将棋世界       |
| 昭和57年6月11日  | 森雞二八段            | 角落 | 178手 | 下手 | ○     | プロ・アマ指し込み三番勝負第1局 | 千駄ヶ谷 将棋会館 | 将棋ジャーナル |
| 昭和57年6月11日  | 森雞二八段            | 香落 | 96手  | 下手 | ○     | プロ・アマ指し込み三番勝負第2局 | 千駄ヶ谷 将棋会館 | 将棋ジャーナル |
| 昭和57年6月11日  | 森雞二八段            | 平手 | 165手 | 先手 | ○     | プロ・アマ指し込み三番勝負第3局 | 千駄ヶ谷 将棋会館 | 将棋ジャーナル |
| 昭和57年         | 米長邦雄九段          | 角落 | 100手 | 下手 | ○     | お好み対局                      | 秋葉原ラジオ会館  |                |
| 昭和58年4月1日   | 武市三郎四段          | 平手 | 157手 | 後手 | ●     | アマ・プロオープン平手戦        | 千駄ヶ谷 将棋会館 | 将棋世界       |
| 平成2年4月30日   | 櫛田陽一四段（NHK杯） | 平手 | 180手 | 後手 | ○     | 五番勝負第1局                   |                   | 将棋ジャーナル |
| 平成2年5月6日    | 櫛田陽一四段（NHK杯） | 平手 | 134手 | 先手 | ●     | 五番勝負第2局                   |                   | 将棋ジャーナル |
| 平成2年5月6日    | 櫛田陽一四段（NHK杯） | 平手 | 159手 | 後手 | ●     | 五番勝負第3局                   |                   | 将棋ジャーナル |
| 平成2年          | 櫛田陽一四段（NHK杯） | 平手 | 178手 | 先手 | ●     | 五番勝負第4局                   |                   | 将棋ジャーナル |

小池の段位は昭和54年以前の対局時アマ五段、昭和55年からアマ六段。また、同年9月の中原戦から昭和57年の米長戦まではアマ名人。

## 主なタイトル
- 1980年 第34回全日本アマチュア名人戦 アマ名人 （日本将棋連盟主催）
- 1981年 第35回全日本アマチュア名人戦 アマ名人 （日本将棋連盟主催）
- 1982年 第6回読売アマ実力日本一 優勝 （読売新聞社主催）